# 朝鮮の声放送
朝鮮の声放送（チョソンのこえほうそう、朝: 조선의 소리 , 英: Voice of Korea）は、朝鮮民主主義人民共和国（北朝鮮）の首都、平壌から放送されている海外向けのラジオ放送（国際放送）。

## 概要
北朝鮮の国営放送で朝鮮中央放送委員会が実施している。
1947年3月16日、「ラジオ平壌」（英語：Radio Pyongyang）の名称で、北朝鮮で初の海外向け放送となる中国語放送を開始。1950年7月10日に日本語放送を開始。1951年1月1日、海外向け放送の組織として「平壌放送」（英語：Radio Pyongyang）を設立。1967年12月、「朝鮮中央第2放送」に改称。1972年11月10日、「朝鮮中央放送」（ちょうせんちゅうおうほうそう・チョソンちゅうおうほうそう）に改称。1997年8月4日に海外向け放送（各言語）の名称が「平壌放送」（英語：Radio Pyongyang、日本語：ピョンヤンほうそう）に改称された。
2001年2月16日に、朝鮮語を除いた海外向け放送の名称が「朝鮮の声放送」（英語：Voice of Korea、日本語：チョソンのこえほうそう）に改称された。朝鮮語放送は「朝鮮中央放送」のままである。
2022年現在は、日本語・標準中国語・英語・フランス語・ドイツ語・ロシア語・スペイン語・アラビア語・朝鮮語の9つの言語を用いて、ラジオ（短波、中波（AMラジオ））とインターネットで海外に向け放送されている。
放送開始時は「金日成将軍の歌」の冒頭メロディーのインターバル・シグナル（IS）と「朝鮮（チョソン）の声放送です」の局名告知のアナウンスが2回繰り返された後に、北朝鮮の国歌（愛国歌）が演奏される。また国歌の演奏に続いて「金日成将軍の歌」と「金正日将軍の歌」の吹奏楽演奏(各曲2番まで演奏)を放送する。各言語、ほぼ共通の形式である。
かつては国歌の演奏は放送開始時と放送終了時にも行われていたが、現在は、国歌演奏を復活した朝鮮語放送を除いて放送開始時のみ。また「平壌放送」と呼称していた時期は国歌の演奏を止めていたこともある。

## 日本語放送

### 歴史
- 1950年7月10日：日本語放送が開始される。放送開始当初は、同年6月25日に勃発した朝鮮戦争の戦況を伝える内容が中心だった。

- 1960年代前半までは、「この国の人民は全てが主人公である」という放送内容が目立っていた。1967年に朝鮮労働党が唯一思想体系を採択して以降は、金日成を称賛する個人崇拝の放送内容が多くなった。

- 1990年代以降は、北朝鮮は食糧難に陥り経済が混乱。電力不足による停電や放送機器の故障、老朽化などで頻繁に放送が停波するようになった。すぐに復旧することもあるが、長時間停波している場合もある。

- 2011年4月15日、公式ホームページが開設[5]。

- 2011年頃から放送内容が見直され、大半が音楽番組で占められている。

## 放送時間・周波数
2015年8月15日から標準時を30分遅れのUTC+8:30に指定したが、2018年5月5日より平壌時間は韓国標準時（UTC+9）と統一されたため、再び日本標準時（JST）と同じになった。
2025年3月30日平壌時間12時、周波数更新時点。
| 開始 (日本標準時) | 終了 (日本標準時) | 周波数                                                                    | プログラム |
| ----------------- | ----------------- | ------------------------------------------------------------------------- | ---------- |
| 16:00             | 16:57             | - 00,621 kHz - 0,6,070 kHz - 0,7,580 kHz ※1 - 0,9,650 kHz - 11,865 kHz ※2 | 第1次      |
| 17:00             | 17:50             | - 00,621 kHz - 0,6,070 kHz - 0,7,580 kHz ※1 - 0,9,650 kHz - 11,865 kHz ※2 | 第2次      |
| 18:00             | 18:57             | - 00,621 kHz - 0,6,070 kHz - 0,7,580 kHz ※1 - 0,9,650 kHz - 11,865 kHz ※2 | 第1次      |
| 19:00             | 19:50             | - 00,621 kHz - 0,6,070 kHz - 0,7,580 kHz ※1 - 0,9,650 kHz - 11,865 kHz ※2 | 第2次      |
| 20:00             | 20:57             | - 00,621 kHz - 0,6,070 kHz - 0,7,580 kHz ※1 - 0,9,650 kHz - 11,865 kHz ※2 | 第1次      |
| 21:00             | 21:50             | - 00,621 kHz - 0,6,070 kHz - 0,7,580 kHz ※1 - 0,9,650 kHz - 11,865 kHz ※2 | 第2次      |
| 06:00             | 06:50             | - 00,621 kHz - 0,7,580 kHz ※1 - 0,9,650 kHz - 11,865 kHz ※2               | 第2次      |
| 07:00             | 07:57             | - 00,621 kHz - 0,7,580 kHz ※1 - 9,650 kHz - 11,865 kHz ※2                 | 第1次      |
| 08:00             | 08:50             | - 00,621 kHz - 0,7,580 kHz ※1 - 0,9,650 kHz - 11,865 kHz ※2               | 第2次      |

備考
- 第1次プログラム　16:00 - 17:00、18:00 - 19:00、20:00 - 21:00、翌朝7:00 - 8:00
- 第2次プログラム　17:00 - 18:00、19:00 - 20:00、21:00 - 22:00、翌朝6:00 - 7:00、同8:00 - 9:00
- 周波数：621kHzは中波（AMラジオ）で放送されている。
- 季節により、11865kHz 7580kHzの2つの周波数がスイッチする。※2が夏季用。※1が冬季用となっており、同時には送信されない。
- 621kHzは平壌放送と時間外で共用になっていたが、現在は朝鮮の声のみ。
- 最近の放送では、第1次プログラムではほぼ次の第2次プログラムの放送開始間際（55 - 58分ぐらい）まで放送をしているのに対し、第2次プログラムでは表記終了時間よりも10 - 15分程度早く（45 - 50分ぐらいの段階で）放送を終了している。そのため、第2次プログラム放送終了後から次の第1プログラムの放送開始までの間の休憩（無音）の時間がやや長い。なお、毎日9:00と22:00の放送終了時には第2次プログラム放送終了時のアナウンスが流れ終わってから約30秒後に停波される。
- なお、通常は16時を起点として番組を翌日のものに変えるが、12月31日の分に関しては21:00からの放送が最終となり、1月1日は6:00の放送で切り替えている。これは新年特別番組を放送することと元日（新年）になってから大晦日（年末）の話題を取り上げないような配慮となっている。

### 送信所
- 平壌送信所（平壌市）：短波、100kW送信機×2台
- 江界送信所（慈江道江界市、）：短波、250kW送信機×1台
- 球場送信所（平安北道球場郡、）：短波、200kW送信機×10台
- 清津送信所（咸鏡北道清津市、）：中波、周波数621kHz、送信出力500kW（日本語放送で使用）

- 1970年から1972年までベトナムの声日本語放送の中継国際放送を行っていたこともある。
- 621kHzは清津送信、6070kHzは江界送信。それ以外は球場送信である。

## 現在の放送スタイル
現在の番組内容は、「金日成将軍の歌」の冒頭メロディーのインターバル・シグナル（IS）と「朝鮮（チョソン）の声放送です。」の局名告知が男性アナウンサー(尹昌宇)と女性アナウンサー(呉英淑)により2回繰り返された後に、北朝鮮の国歌（愛国歌）が演奏されて、「リスナーの皆さん、只今から朝鮮民主主義人民共和国（チョソンみんしゅしゅぎじんみんきょうわこく）の首都、平壌（ピョンヤン）からお送りする日本語放送を始めます。」と女性アナウンサーが述べた後に、「不滅の革命讃歌」と形容詞が付いた『金日成将軍の歌』と『金正日将軍の歌』の吹奏楽演奏が放送される。
初めに、ニュースが放送される。その後は、朝鮮労働党の政策解説番組や金日成、金正日、金正恩らの個人崇拝の政治宣伝番組（プロパガンダ）などが放送される。番組と番組の合間には北朝鮮の歌謡曲などの音楽が流される。最後に、放送時間と周波数のアナウンスが行われる。かつては、一日2サイクルの編成で、ニュースや各番組は別々に構成されていたが、現在は一部番組が異なる場合でも、ニュースは共通化されており、また2011年10月以降は、番組数が削減されて音楽中心の内容構成となっている。
毎週木曜日の第2次プログラムでは、リスナーからの曲リクエストに応える「お望み音楽」のコーナーが設けられており、週末にはリスナーからの手紙について返答する「朝鮮の声放送へようこそ」のコーナーも設けられている。
過去には、日本のワイドショーなどに出演する朝鮮半島問題の評論家である辺真一（ピョン・ジンイル）の手紙も「へんしんいち」さんからとして「お便りの時間」で読み上げられたことがある。過去にはリスナーには様々な記念品が送られてきたという。また、受信報告書を送ればベリカード（受信確認証）を発行してもらうこともできる（宛先等は後述）。
過去には、「平壌放送愛聴会」などの聴取者団体が存在して放送局との交流を行っていた。近年ではアジア放送研究会の山下透（放送研究家）の地道な調査により、不明な点も明らかになりつつある。

### 固有名詞の発音
1990年代前半頃から、朝鮮の固有名詞（人名・地名など）をアナウンスする際は、全て朝鮮語読みに統一している。このため局名・国名の「朝鮮」も「ちょうせん」ではなく「チョソン」と発音されている。但し、1970年代後半には、「平壌」（ピョンヤン）を「へいじょう」と読んでいた。これは固有名詞が、朝鮮語交じりでは分かりにくい、とのリスナーの声に応えたものであった。韓国大統領官邸の青瓦台については、2018年現在も「せいがだい」と日本語読みしており、朝鮮語読みの「チョンワデ」は全く用いられない。

### 表現の特色
- 金日成に言及する際は必ず「主席」や「大元帥」の敬称と、「偉大なる」あるいは「偉大な領袖」という修飾語が付く（今日でも単に「主席」といえば金日成を指す）。近年は太陽節にちなみ、「太陽のように明るく微笑む」という修辞句も多用される。金正日についても、1980年代以降に後継者としての地位が固まると、「親愛なる金正日書記」という表現が固定化し、金日成没後には「偉大なる金正日総書記／国防委員長」という絶対的な表現となった。これに対し金正恩は、最高指導者となった後も「敬愛する金正恩総書記」と、祖父・父よりも称賛の度合いを抑えた表現が使われている。

- 南北首脳会談や南北合同チームのたぐいは、必ず「北南〜」と言い換える。

- アメリカ合衆国のことは「アメリカ帝国主義」（米帝）・「アメリカ帝国主義者」などと放送する。

- 日本植民地時代のことは日本帝国主義（日帝）などと放送する。金日成が抗日パルチザン闘争により神聖化され、「白頭山（ペクトゥサン）の革命血統」として世襲が正当化される関係で、日本はアメリカや韓国に次いで罵倒されやすい。日本国政府の政治指導者についても「日本首相・安倍」などと呼び捨てにするが、2002年と2004年の日朝首脳会談で日本人拉致問題の解決のために訪朝した時は「小泉純一郎・内閣総理大臣」や「安倍晋三・内閣官房副長官」と敬称・肩書を付けて放送していた。また、北朝鮮に友好訪問・祝電、金一族に贈り物をした日本人も同様である。

- 2011年12月の金正日死去の追悼放送では、「朝鮮労働党党員、人民軍将兵、人民皆に告げる」という冒頭のように、政党・軍隊・政府という社会主義国の序列がうかがえる（中国の毛沢東の死去を伝えた北京放送の『全党、全軍、全国各民族人民に告げる』という表現を踏襲したものと考えられる）。労働新聞とともに、賞賛・非難の方法・文言、個人や機関・役職の序列などに注意すると、旧ソ連のクレムリノロジーと同様、幾分かは内政の変化がうかがえる。

## 日本語放送スタッフ
「朝鮮の声郵便箱」などの番組内で公開された情報に従って掲載する。

### アナウンサー
男性アナウンサー
- 崔鐘日（チェ・ジョンイル）：平壌外国語大学日本語学科卒業[6]。責任・功労アナウンサー。
- 慎範（シン・ボム）：東京都出身の元在日朝鮮人[6]。
- シン・ヨンイル：平壌外国語大学日本語学科を卒業後、2017年からアナウンサーとなった。「朝鮮の声郵便箱」「お望み音楽の時間」などを担当している。2022年完成の平壌市松花（ソンファ）通りのニュータウンで暮らしている。対談問答が得意。[7]

女性アナウンサー
- 文政姫（ムン・ジョンヒ）：神奈川県鎌倉市出身の功労アナウンサー。神奈川朝鮮高級学校卒であり、在日朝鮮人の帰還事業の帰国者。北朝鮮に帰国後に平壌音楽大学卒業[6]。現在は不定期出演となっている。
- 呉英淑（オ・ヨンスク）：主に金正恩関連のニュース番組、「親愛なる父」などの音楽の歌詞の翻訳、宣伝番組でのアナウンスを担当している。若い時からアナウンサーを熱望しており、子供の頃から暇さえあればラジオに齧り付いたり、独学でアナウンスの練習をしたりしていた。かつては学校で教鞭を執ったほか、医師を志望したこともある[7]。
- 姜成姫（カン・ソンヒ）：主に宣伝番組を担当している。江原道元山市の元山師範大学卒。小さい時から漢字を学ぶことが好きであり、日本語は独学で学んだ。アナウンサーを志望しており、入社時には読本を何度も読み返していた[7]。2005年頃からアナウンサーとして出演するようになった。

### アナウンサー以外のスタッフ
- 尹昌宇（ユン・チャンウ）：男性。日本語部部長（責任者）。1980年代から番組作りに携わっている[7]。
- ソン・ジョンチョル：男性。日本語放送副部長及び翻訳係。平壌外国語大学卒。
- キム・ヨンナム：性別不明。平壌外国語大学卒で、翻訳係を務める。
- イム・グァンリム：性別不明。平壌外国語大学卒で、翻訳係を務める。
- キム・ソンチョル：男性。日本語放送校閲スタッフ及び翻訳係。平壌外国語大学卒。
- キム・ミョンヒョク：女性スタッフ。
- キム・リュギョン：女性スタッフ。

### 過去のアナウンサー・スタッフ
- 朴安復（パク・アンブク）：男性。在日朝鮮人の帰還事業の帰国者だった。元歌手で北朝鮮に帰国後アナウンサーに抜擢されたが、脱北者の証言によるとスパイ容疑で銃殺刑になったという説がある。妹は朴春仙。
- 文春香（ムン・チュニャン）：女性。大阪府出身の在日朝鮮人の帰還事業の帰国者。北朝鮮に帰国後に金亨稷師範大学英語学科卒業。
- 金玉姫（キム・オクヒ）：女性。
- 鄭〇〇（チョン・セイコウ）：女性。〇印は漢字表記が不明のため。
- 李〇〇（リ・ヘウォン）：女性。〇印は漢字表記が不明のため。

- リ・オクチュン：女性。かつて書簡係を務めていた。

## インターネット版
朝鮮の声公式ホームページでは、リスナーからのメッセージに返答する「朝鮮の声放送へようこそ」のコーナーや映画、クイズ、朝鮮語講座等が配信されている。
日本語・朝鮮語・英語・中国語・
ドイツ語・ロシア語・フランス語・アラビア語・スペイン語、の9つの言語で提供されている。

## 受信報告書
受信報告書を送るとべリカード（受信確認証）が送られてくる。
万国郵便連合の万国郵便連合憲章による取り決めにより、下記のフランス語・英語・朝鮮語の宛先いずれも届く。「R.P.D. CORÉE」「D.P.R. KOREA」は、北朝鮮の国名（朝鮮民主主義人民共和国）の部分である。
- Voix de Corée service Japonais Pyongyang R.P.D. CORÉE
- Voix de Corée service Japonais Pyongyang Cheonseung-dong,Moranbong district,Pyongyang, R.P.D. CORÉE
- Voice of Korea Japanese service Pyongyang D.P.R. KOREA
- Voice of Korea Japanese service Cheonseung-dong,Moranbong district,Pyongyang,D.P.R. KOREA
- 평양시 조선의 소리 방송 일본어부 D.P.R. KOREA
- 평양시 모란봉구역 전승동·조선의 소리 일본어부 D.P.R. KOREA
- 평양시 모란봉구역 전승동·조선민주주의인민공화국 라지오 및 텔레비죤 방송위원회 일본어방송 D.P.R. KOREA

日本など漢字圏諸国からは下記の漢字や日本語を含む宛先でも届く
- 朝鮮民主主義人民共和国 平壌市 ラジオ・テレビ放送委員会 日本語部
- 朝鮮民主主義人民共和国 平壌市 朝鮮中央放送委員会 日本語部
- 朝鮮民主主義人民共和国 平壌市 朝鮮の声放送 書簡係
- 朝鮮民主主義人民共和国 平壌市 牡丹峰区域 戦勝洞・朝鮮の声放送

受信報告書に対しては良心的な対応である。受信報告書を送る際、原則として国際返信切手券および返信用封筒の同封は必要ない。場合によっては、日本国内の税関にて開披検査が行われるケースがある（北朝鮮による日本人拉致問題以降の日本国政府による対北経済制裁のため、北朝鮮からの国際郵便物は、日本の税関によって没収され、返信の郵便物が届かないこともある）が、通常1 - 2か月で返信が届く。なお、2020年3月頃からは新型コロナウイルス感染症（COVID-19）の流行を受け、日本郵便が北朝鮮への郵便物引き受けを停止しており、郵便物を発送しても国内段階で返送される状況となっている。
なお、ベリカード（受信確認証）の他に労働新聞・朝鮮新報・平壌時報（The Pyongyang Times）などの北朝鮮の新聞や郵便切手（記念切手）や朝鮮労働党の歴史書や金日成・金正日などの政治宣伝（プロパガンダ）出版物や北朝鮮の観光案内のパンフレットや放送局からの御礼状や年末から新年には年賀状やカレンダーなどの記念品が送られてくることがあったという。
1970年代～1980年代に小学生・中学生・高校生の青少年層の間でBCLブームという海外の短波放送を受信する趣味が最盛期だった時期は、至れり尽くせりで、受信報告書（ただし、当時の金日成を賛美する内容）を送るとベリカード（受信確認証）や放送局からの御礼状や記念品が送られてくることがあったという。また、放送で流される北朝鮮の歌謡曲を賛美するとレコードなども送られてきた。当時、日本でもレコード全盛の時代であったが、朝鮮の声放送から送られてくるレコードは、日本のレコードの厚みの2倍程度あったという。
受信報告書は「朝鮮民主主義人民共和国 平壌市 朝鮮中央放送委員会 日本語部 宛」だけで届いていたが、過去には「平壌放送愛聴会」などの聴取者団体が存在して放送局との交流が行われていた。アジア放送研究会の山下透（放送研究家）により次第に情報が判明し、放送局の正確な所在地および電話番号も判明した。